# Graça Editorial
A Graça Editorial é uma editora evangélica brasileira com sede no Rio de Janeiro. Ela é responsável pelas publicações, edições, e divulgações dos produtos da Igreja Internacional da Graça de Deus. Foi criada em 9 de setembro de 1983 pelo Missionário R. R. Soares, e ensina através de seus produtos a palavra de Deus. Pertence à Fundação Internacional de Comunicação.

## Produtos
A Graça Editorial produz livros de autores brasileiros e internacionais, CDs, DVDs, produtos infantis, jornais, revistas, camisetas, Bíblias (algumas com comentários do Missionário R. R. Soares), Bíblias de estudo, dicionários, Atlas e enciclopédias, dentre outros que circulam no Brasil e em outros países.
Os dois primeiros livros lançados pela editora, Curai Enfermos e Expulsai Demônios de autoria de T.L. Osborn e Como tomar posse da bênção, o pioneiro de R.R. Soares, são campeões de venda até os dias atuais e tornaram-se símbolos da editora, que tem hoje, em seu catálogo, mais de 200 títulos. Seus livros têm publicações em vários idiomas, tanto em português, como em espanhol, inglês, árabe e francês.

## Parcerias
A Graça Editorial mantém parceria comercial com outras editoras como a Harvest House Publishers, Gospel Light Worldwide, Abundant Life Cristian Center, e Strong Comunications. Recentemente também fechou parcerias na àrea de licenciamento. A primeira foi com a Master Frio, empresa brasileira que atua no segmento de bebedouros e purificadores de àgua. Empresas de produtos alimentícios também se tornaram parceiras, unindo-se a marca Turminha da Graça para a comercialização de achocolatado, macarrão instantâneo e biscoito.